# Udinese Calcio
Udinese Calcio je italijanski nogometni klub, ki trenutno nastopa v Serie A.